# Santa Cruz Tultepec
Santa Cruz Tultepec är en ort i Mexiko.   Den ligger i kommunen Lerma och delstaten Mexiko, i den sydöstra delen av landet, 40 km sydväst om huvudstaden Mexico City. Santa Cruz Tultepec ligger 2 578 meter över havet och antalet invånare är 566.
Terrängen runt Santa Cruz Tultepec är kuperad österut, men västerut är den platt. Runt Santa Cruz Tultepec är det tätbefolkat, med 735 invånare per kvadratkilometer. Närmaste större samhälle är Metepec, 14,1 km väster om Santa Cruz Tultepec. Trakten runt Santa Cruz Tultepec består till största delen av jordbruksmark.